# Giuseppe Craffonara
Giuseppe Craffonara (Riva del Garda, 7 settembre 1790 – Riva del Garda, 12 agosto 1837) è stato un pittore italiano, originario della Val Badia.

## Biografia

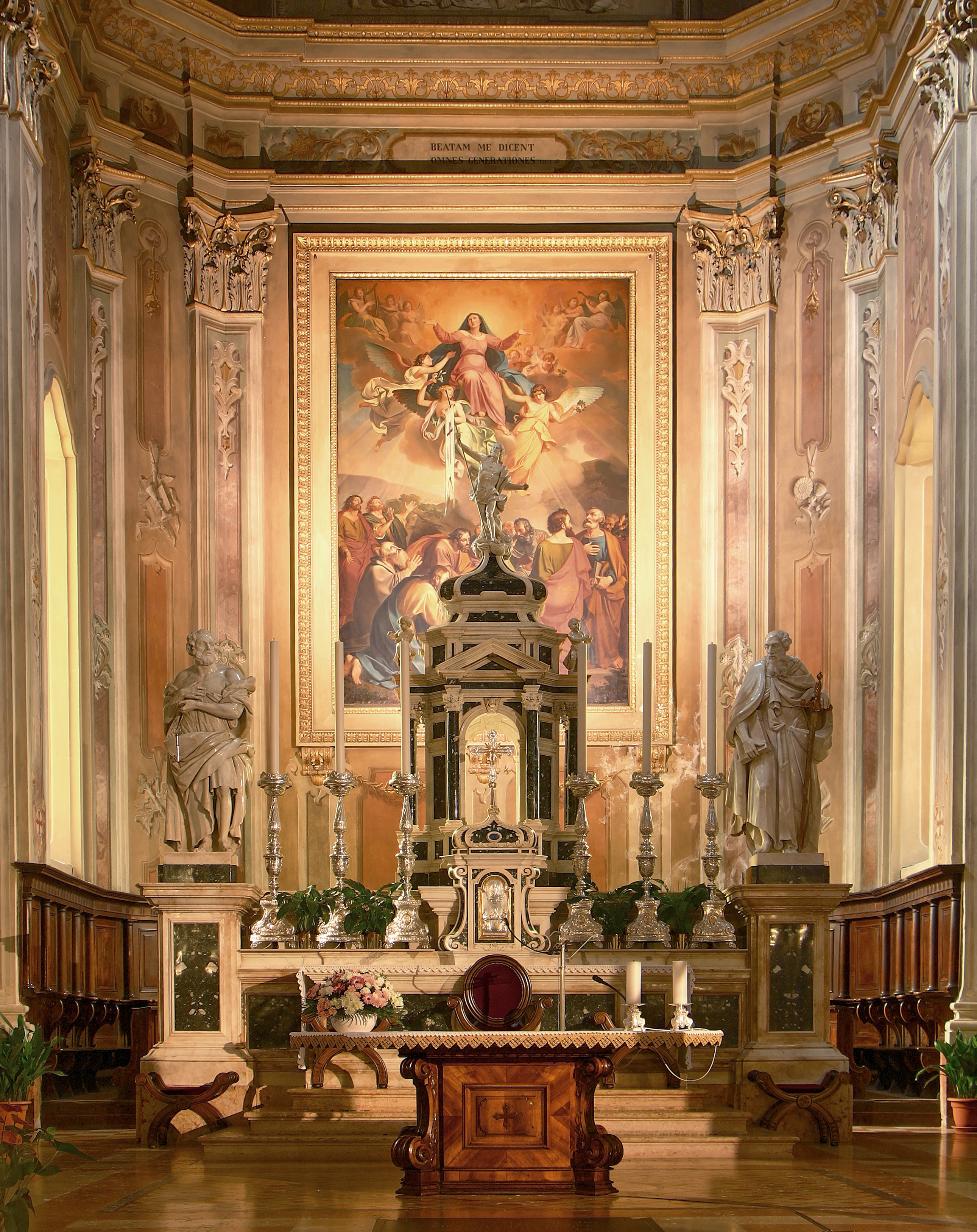
Pala dell' Assunta di Giuseppe Craffonara, (1830)

Viene istruito dal pittore Pietro Cannella fin dalla giovane età.
Dopo aver studiato all'Accademia di pittura di Verona, nel 1816 giunge presso l'Accademia di San Luca a Roma, dove rimane fino al 1830. Durante il periodo romano è attivo nel laboratorio della contemporaneità alla Galleria Chiaramonti nei Musei Vaticani. Tra il 1824 e il 1830 da Roma compie numerosi viaggi, legati alle successive commissioni ricevute in Trentino.
La prima commissione trentina è il San Vigilio in Gloria per la parrocchia di Stenico, realizzato nel 1825. Molte sono anche le commissione private legate prevalentemente all'immagine della Madonna.
Verso la fine del 1830 Craffonara rientra definitivamente in patria e porta a termine la pala dell’Assunta per la chiesa Parrocchiale di Santa Maria Assunta di Riva del Garda ed i controversi affreschi della Via Crucis per il cimitero di Bolzano. Nel 1835 rinuncia all'incarico di direttore dell'Accademia di Belle Arti di Praga a causa di problemi di salute. Morirà due anni più tardi, il 12 agosto, nella sua casa di Riva del Garda.
Tra le sue opere è da ricordare anche una tela conservata nella chiesa di San Tommaso Apostolo a Padaro di Arco.